# Meurcé
Meurcé ist eine französische Gemeinde mit 272 Einwohnern (Stand: 1. Januar 2022) im Département Sarthe in der Region Pays de la Loire; sie gehört zum Arrondissement Mamers und zum Kanton Mamers. Die Einwohner werden Meurcéens genannt.

## Geographie
Meurcé liegt etwa 28 Kilometer nördlich von Le Mans. An der nordwestlichen Gemeindegrenze verläuft das Flüsschen Orthon, im Südosten die Bandelée (auch Gandelée genannt). Umgeben wird Meurcé von den Nachbargemeinden Doucelles im Norden und Nordwesten, René im Norden und Nordosten, Nouans im Osten, Lucé-sous-Ballon im Süden sowie Vivoin im Westen.

## Bevölkerungsentwicklung
| 1962                      | 1968 | 1975 | 1982 | 1990 | 1999 | 2006 | 2013 |
| ------------------------- | ---- | ---- | ---- | ---- | ---- | ---- | ---- |
| 206                       | 199  | 142  | 129  | 232  | 259  | 275  | 261  |
| Quelle: Cassini und INSEE |      |      |      |      |      |      |      |

## Sehenswürdigkeiten
- Kirche Notre-Dame aus dem 12. Jahrhundert, Umbauten aus dem 17. Jahrhundert, Monument historique
- Pfarrhaus aus dem 15./16. Jahrhundert
- Schloss aus dem 17. Jahrhundert